# Tref
Tref is een Belgische folkgroep waarin de trekzak centraal staat.
De groep schrijft alle nummers zelf en geeft een eigen draai aan de folkmuziek, waardoor er allerlei soorten muziekstijlen in terug te horen zijn.

## Bandleden
Trekzak:
- Wim Claeys (Ambrozijn, GÖZE, Boombal)
- Didier Laloy (S-Tres, Trio Trad, Panta Rhei) (cd Accordion Samurai)
- Bruno Le Tron (cd Accordion Samurai)

Percussie en berimbau:
- Frédéric Malempré

## Discografie
- Accordeon Diatonique (april 2001)
- Loop to the Moon (februari 2006)
- Dampf (februari 2012)
- Brise (2024)